# 't Zandt
't Zandt est un village qui fait partie de la commune de Loppersum dans la province néerlandaise de Groningue.
Le 1er janvier 1990, la commune indépendante de 't Zandt est supprimée et rattachée à Loppersum.